# Pia Kjærsgaard
Pia Merete Kjærsgaard (født 23. februar 1947 i København) er en dansk hjemmehjælper og politiker, der har været medlem af Folketinget siden 1984, først for Fremskridtspartiet og fra 1995 for Dansk Folkeparti. Fra juli 2015 til juni 2019 var hun formand for Folketinget.
Hun var tidligere politisk leder af Fremskridtspartiet og stifter af Dansk Folkeparti, som hun fra 1995 til 2012 var for formand for. Pia Kjærsgaard er en af de bedst kendte politikere i Danmark, både for hendes holdning mod multikulturalisme og indvandring, og for hendes parlamentariske støtte til VK-regeringerne under Anders Fogh Rasmussen og Lars Løkke Rasmussen i perioden fra 2001 til 2011 under hvilke Dansk Folkeparti fik betragtelig politisk indflydelse.
Den 7. august 2012 annoncerede hun sin tilbagetræden som partiformand. Hun udnævnte Kristian Thulesen Dahl som sin efterfølger, og han tiltrådte den 12. september 2012. Kjærsgaard har været en inspiration for indvandrerkritiske partier og anti-islamiske bevægelser i hele Europa. Hun er tidligere medlem af Folketingets Præsidium og er desuden Ridder af 1. grad af Dannebrogordenen. Siden 1. november 2022 har hun været det længst siddende nuværende folketingsmedlem.
Hun meddelte 13. september 2024, at hun ikke genopstiller ved næste folketingsvalg.

## Baggrund
Pia Kjærsgaard er født i København og voksede op på Østerbro, som datter af farvehandler Poul Kjærsgaard og husmoder Inge Munch Jensen. Efter forældrenes skilsmisse boede hun hos sin far, men flyttede senere sammen med sin mor og dennes nye mand. Hun gik på Gentofte Skole fra 1954-63, og efter folkeskolen kom hun i lære i en kjoleforretning. Hun fravalgte dog dette for en stilling som kontorelev i en forsikrings- og reklamevirksomhed – en stilling hun senere opgav til fordel for en stilling i Aller Press A/S.
Efter eget udsagn opfattede hun familien som kernen i samfundet, og hun var indledningsvis ikke politisk interesseret. Pia Kjærsgaard var hjemmegående, så længe hendes børn var små, men en politisk interesse spirede samtidig. I 1978 blev hun hjemmehjælper og tog sit pigenavn tilbage og begyndte som læserbrevsskribent. Det samme år meldte hun sig ind i Fremskridtspartiet.
Den 3. juni 1967 blev hun gift med Henrik Thorup. Thorup er formand for Statsrevisorerne og medlem af regionsrådet i Region Hovedstaden, valgt for Dansk Folkeparti. Parret har to børn, datteren Nan (f. 1967) og sønnen Troels (f. 1969). Parret har siden 1980 været bosiddende på Kærmindevej i Gentofte.

## Politisk karriere

### Fremskridtspartiet (1978–1995)
I 1978 meldte hun sig ind i Fremskridtspartiets vælgerforening, og i 1979 blev hun opstillet til Folketinget i Ryvangkredsen. Fra 1981 var hun opstillet i Ballerup- og Gladsaxekredsene, fra 1983 tillige i Hvidovrekredsen, fra 1987 til 1995 i Middelfartkredsen. Ved valget i 1984 blev Pia Kjærsgaard suppleant for Københavns Amtskreds. Da Fremskridtspartiets daværende leder Mogens Glistrup blev idømt en fængselsdom for skattesvig, overtog Kjærsgaard hans folketingsmandat.
Hun blev sekretær for den lille folketingsgruppe, der talte fire medlemmer, og valgtes i 1985 til gruppens næstformand og politiske ordfører. Hun tilhørte de såkaldte 'slappere', der var i modsætning til Glistrups strammerfløj. Da han vendte tilbage til politik efter udstået straf, blussede stridighederne mellem de to fløje i partiet op, og Kjærsgaard, der hidtil havde været en stor beundrer af Glistrup, distancerede sig mere og mere fra hans facon. Hun ønskede, at partiet skulle have indflydelse og derfor samarbejde og indgå kompromiser med de borgerlige partier. Der var ingen politisk uenighed mellem de to fløje, men de var voldsomt uenige om ledelsesstruktur, partidisciplin samt om, i hvilket omfang der kunne indgås aftaler med andre partier. Under Kjærsgaards ledelse indgik Fremskridtspartiet for første og eneste gang et finanslovsforlig i 1989.
I slutningen af 1980’erne begyndte partiet at markere sig på en ny mærkesag, kampen mod den danske udlændingepolitik. Partiet blev talerør for den skepsis mod indvandrere og flygtninge, der opstod i dele af den danske befolkning på et tidspunkt, hvor en række konflikter ude i verden betød, at der kom store grupper af flygtninge fra bestemte lande. Desuden var man imod de mange familiesammenføringer, som var muliggjort af den nye udlændingelov fra 1983. Efter flere år med opslidende magtkampe blev Glistrup ekskluderet i 1990, men stridighederne fortsatte, og da Kjærsgaards fløj blev nedstemt på et kaotisk landsmøde i 1995, forlod hun sammen med fire andre af partiets 11 folketingsmedlemmer Fremskridtspartiet og dannede kort tid efter Dansk Folkeparti (DF).
Kjærsgaard og hendes mand deltog i 1980'erne i møder i organisationen World Anti-Communist League (WACL). Engagementet gav hende kontakter til Taiwan, hvor organisationen er grundlagt.

### Dansk Folkeparti (1995–nu)
Store interne konflikter splittede endegyldigt Fremskridtspartiet i 1995, og den 6. oktober 1995 forlod Pia Kjærsgaard sammen med sine tre folketingskolleger Kristian Thulesen Dahl, Ole Donner og Poul Nødgaard partiet. Det nye partis politik var ikke væsensforskellig fra Fremskridtspartiet, men kampen mod flygtningepolitikken og for det danske blev mere udtalt. Kjærsgaard blev DF's ubestridte leder og sørgede for, at det nye partis struktur blev mindre anarkistisk, end FRP havde været, med klare kommandoveje og større central styring.
På DF's stiftende landsmøde den 1. juni 1996 i Vissenbjerg på Fyn valgtes Pia Kjærsgaard som landsformand. På kort tid fik partiet 6.500 medlemmer. I bestræbelsen på at blive accepteret som et ansvarligt og samarbejdsdueligt parti slog ledelsen hårdt ned på offentlig kritik fra partimedlemmer i form af eksklusioner. Ved folketingsvalget i 1998 opnåede partiet 7,4% af stemmerne og 13 mandater. Partiet var dog uden betydning for flertalsdannelsen og blev holdt ude fra forligsarbejdet, bl.a. med den begrundelse, at det ikke var "stuerent". Valgresultatet i 2001, hvor DF fik 12% af stemmerne og 22 mandater, placerede partiet i en nøgleposition, idet DF sammen med Venstre og Det Konservative Folkeparti havde flertallet i Folketinget. Resultatet af valget blev en VK-regering under ledelse af Anders Fogh Rasmussen med DF som parlamentarisk grundlag. Herefter deltog partiet i forlig på alle politikområder, indgik finanslovsaftaler med regeringen og fik ændret udlændingepolitikken mærkbart.
Ved valget i 2005 fik partiet 24 mandater og kunne fastholde VK-regeringens afhængighed af dets parlamentariske støtte. Som støtteparti udviklede DF sin politiske bredde, idet partiet gjorde velfærdspolitikken til et kerneområde sammen med udlændinge- og indvandringspolitikken. DF afviste generelt forringelser på velfærdsområdet og indskrænkning af den offentlige service, og navnlig på ældreplejen har partiet ønsket en forbedret service.
Ved valget i 2007 forsøgte midterpartierne, herunder det nydannede Ny Alliance (Liberal Alliance), at isolere DF's indvandringspolitik, men partiet gik frem og fik 25 mandater (13,9% af stemmerne). DF havde samme år 8.390 medlemmer. Valget i 2011 medførte en tilbagegang for DF til 22 mandater (12,3% af stemmerne), samtidig med at partiet gled ud af regeringssamarbejdet ved regeringen Helle Thorning-Schmidts tiltræden. Efter folketingsvalget i 2011 og VK-regeringens afgang blev Pia Kjærsgaards og DF's indflydelse på den daglige politik mere indirekte. I september 2012 trådte hun tilbage som partiformand. Hun efterfulgtes af Kristian Thulesen Dahl.
Ved folketingsvalget 2015 blev hun genvalgt til Folketinget for Københavns Omegns Storkreds med 26.583 personlige stemmer. Ved folketingsvalget 2019 blev hun genvalgt til Folketinget for Københavns Omegns Storkreds med 9.953 personlige stemmer. Ved folketingsvalget 2022 blev hun genvalgt til Folketinget for Sjællands Storkreds med 6.084 personlige stemmer.

### Folketingets formand 2015-2019
Da flertallet i Folketinget skiftede ved folketingsvalget 2015 var der ikke flertal for, at Mogens Lykketoft kunne fortsætte som tingets formand. Allerede kort efter sin udnævnelse pegede statsminister Lars Løkke Rasmussen på Pia Kjærsgaard som ny formand, blandt andet fordi det afspejlede valgets tale, hvor Dansk Folkeparti var blevet det næststørste parti.
I 2015 blev Kjærsgaard valgt til Folketingets formand. Kjærsgaard blev derved den første kvindelige formand for Folketinget og den første siden 1993, der ikke var fra enten Socialdemokratiet eller Venstre. 
Pia Kjærsgaard blev valgt med 87 stemmer for, 16 stemmer imod og otte hverken for eller imod. SF, Enhedslisten, Radikale Venstre og Alternativet stemte imod. Forud for afstemningen var der drama om formandsvalget, idet Liberal Alliance krævede, at Dansk Folkeparti ville støtte topskattelettelser for at pege på Kjærsgaard. Da Liberal Alliance fik formandsposten i finansudvalget bakkede partiet imidlertid op uden modkrav.
Selv har Pia Kjærsgaard udtalt, at hun i embedet lagde vægt på ordentlighed og respekt, og at hun var bevidst om, at man som formand måtte dæmpe sig ned. Under hendes formandskab blev folketingssalen gjort handicapvenlig, der kom juletræer på Christiansborg og Slotspladsen blev renoveret.
Hun var imidlertid også selv genstand for stor debat og formåede at skabe internationale overskrifter. Det skete, da hun i marts 2019 meddelte Mette Abildgaard om at forlade salen midt i en afstemning, fordi hun havde sin fem måneder gamle datter med. Både BBC, CNN, Washington Post og The Guardian skrev om episoden, der først til kritik fra såvel tidligere folketingsformand Mogens Lykketoft og Venstres daværende politiske ordfører Britt Bager. Det vakte også debat, da hun i februar 2019 irettesatte Enhedslistens Pelle Dragsted, der fra talerstolen kaldte DF'eren Kenneth Kristensen Berths udtalelser for "racistiske". Det fik Kjærsgaard til at indskærpe, at "man diskuterer ikke med formanden. Overhovedet." Både Johanne Schmidt-Nielsen (EL) og Zenia Stampe (R) krævede i 2019 hendes afgang. Allerede i 2017 lød det fra tidligere minister Britta Schall Holberg (V), at Kjærsgaard ikke var værdig til formandsposten.
Flere gange under formandsperioden vakte Pia Kjærsgaards politiske udmeldinger også opsigt. Eksempelvis da hun 8. marts 2019 skrev på Twitter, at de "velbjergede selvbevidste kvinder kan spejle sig i selvgodhed" på Kvindernes Internationale Kampdag. Det trak også overskrifter, da hun på valgaftenen efter Europa-Parlamentsvalget 2019 brugte ordet "klimatosser" om politiske modstandere.
Selv hæftede Pia Kjærsgaard sig i et interview med Information, at pressen gav et ekstra nøk i dækningen af hendes formandstid. "Jeg har i hvert fald formået, at de fleste i Danmark ved, hvem Folketingets formand er. Og det synes jeg da egentlig er en god ting", sagde hun til avisen i april 2019.
I valgkampen i 2019 vakte hun atter opsigt ved at opfordre til at danne en regering med Venstre, Socialdemokratiet og Dansk Folkeparti efter valget.
Da flertallet i Folketinget skiftede ved folketingsvalget 2019, stoppede Pia Kjærsgaard som formand og blev efterfulgt af socialdemokraten Henrik Dam Kristensen.

### Intern uro
Efter folketingsvalget i 2019 fortsatte Pia Kjærsgaard som udlændingeordfører og dyrevelfærdsordfører, ligesom hun efter valget blev næstformand for Folketingets udlændinge- og integrationsudvalg. Fra 2020 genindtog hun i øvrigt sin egen opfundne post som værdiordfører. Umiddelbart efter valget blev Pia Kjærsgaard sammen med Morten Messerschmidt medlem af Dansk Folkepartis magtfulde koordinationsudvalg.
Idet partiformand Kristian Thulesen Dahl i 2020 besluttede at nedlægge koordinationsudvalget, mistede Pia Kjærsgaard sin plads i partiledelsen. Hun sad nemlig ikke i gruppebestyrelsen. Avisen B.T. skrev, at der var "iskold luft" mellem Kjærsgaard og Thulesen Dahl, og til avisen udtalte Kjærsgaard kortfattet, at hun "tog beslutningen til efterretning".
Efter længere tids uro i partiet og et dårligt resultat ved kommunalvalget 2021 meddelte Kristian Thulesen Dahl, at han ville gå af som formand for partiet. Det fik flere til at bringe Pia Kjærsgaard i spil, eksempelvis lokalformanden for Dansk Folkeparti i Gentofte, hvor Kjærsgaard bor. Det blev dog ikke aktuelt. I stedet kandiderede Morten Messerschmidt og Martin Henriksen til posten.
Kjærsgaard endte med at bakke op om Morten Messerschmidt og markerede på landsmødet sin utilfredshed med Henriksen ved at vende tommelfingeren nedad og komme med tilråb. Hun var vred, fordi han ifølge Kjærsgaard underkendte DF's udlændingepolitik, som han ville stramme, hvis han blev formand.

## Politiske hverv
- Medlem af Danmarks Nationalbanks repræsentantskab 1989-96.
- Medlem af Nordisk Råd 1990-94 og 1998-2000.
- Medlem af Udenrigspolitisk Nævn fra 1992.
- Medlem af Udenrigsudvalget og af 21-mands-udvalget vedr. Færøerne.
- Medlem af Forsvarskommissionen af 1997.
- Medlem af OSCE.
- Delegeret ved FN's 49. og 54. generalforsamling i New York i 1995 og 2000.
- Medlem af bestyrelsen for Dansk-Taiwanesisk Forening.
- Medlem af Udvalget vedrørende Efterretningstjenesterne.
- Politisk leder af Fremskridtspartiet 1985-94.
- Medstifter af og partiformand for Dansk Folkeparti fra 6. oktober 1995.[37]
- Medlem af Folketingets Præsidium fra 2. oktober 2012.
- Formand for Folketinget fra 3. juli 2015 til 21. juni 2019.

## Kontroverser

### Overtrædelse af våbenloven
Den 8. november 2002 følte Pia Kjærsgaard sig forulempet og truet af en kvinde på Holbergsgade i København. Pia Kjærsgaard trak som følge heraf en peberspray og viste den frem for kvinden. Bagefter tilkaldte hun politiet og erklærede sig skyldig i overtrædelse af våbenloven, og accepterede politiets sigtelse.
Pia Kjærsgaard nævner, at hun havde købt pebersprayen et par år tilbage under et besøg i USA, og har haft den liggende i sin håndtaske siden da.
I marts 2003 blev hun idømt en bøde på 3.000 kr. for overtrædelse af våbenloven. Efterfølgende gav hun udtryk for, at hun gerne så brugen af peberspray legaliseret.

## Injuriesager

### Pia Kjærsgaard mod Lars Bonnevie
Efter at Pia Kjærsgaard var blevet overfaldet på Nørrebrogade i København 2. februar 1998, skrev Lars Bonnevie i en kronik:
 Min påstand er, at hun selv har været ude om det, ja, at hun har fortjent det. Hun selv og ikke skatteyderne bør betale for den politiudrykning som reddede hende fra endnu flere bank. ... Selvom det naturligvis er politiets opgave at beskytte borgerne, kan man spørge, om det også er dets opgave at beskytte idioter mod sig selv.

Han kaldte hende desuden "åbenlyst racistisk". Bonnevie blev dømt for injurier i byretten.

### Pia Kjærsgaard mod Jan Sonnergaard
Forfatteren Jan Sonnergaard sagde i 2000 i et interview med Politiken:
 truslen mod dansk kultur er, at vi lader sådan nogle landsforrædere som Mogens Camre og Pia Kjærsgaard udtale sig så kategorisk.

 De to anlagde injuriesag mod Sonnergaard for at have kaldt dem landsforrædere. Sonnergaard blev frikendt i 2001, fordi retten mente, at der måtte være stor frihed til udtalelser i den politiske debat.

### Pia Kjærsgaard mod Karen Sunds
I 2003 tabte Pia Kjærsgaard i Højesteret en injuriesag mod Karen Sunds, efter at have vundet i både by- og Landsret. Karen Sunds havde i 1999 i forbindelse med diskussion om nej-kampagnen mod euroen udtalt at:
 Jeg vil meget nødig identificeres med Pia Kjærsgaards racistiske synspunkter.

I dommens præmisser udtalte Højesteret, at
 (Karen Sunds') anvendelse af udtrykket »racistiske synspunkter« kunne ikke under de foreliggende omstændigheder anses for utilbørlig, og (Karen Sunds) havde derfor ikke overtrådt straffelovens § 267, stk. 1.

Højesteret anvendte dermed Dansk Sprognævns definition af racisme, der dækkede tre betydninger i nutidig sprogbrug:
- som relateret til nazismens racelære og dens følger for jøderne,
- som sigtende til en races overlegenhed over andre, især med henblik på forholdet mellem sorte og hvide, og
- som sigtende til forskelsbehandling og undertrykkelse af eller blot afstandtagen fra grupper af mennesker, som godt kan være af samme race som en selv.

### Islamisk Trossamfund mod Pia Kjærsgaard
I sit ugebrev 9. januar 2006 omtalte Pia Kjærsgaard medlemmer af Islamisk Trossamfund som "landsforræddere". Islamisk Trossamfund lagde sag an mod hende ved Retten i Lyngby, men tabte den. Dommeren i sagen fastslog, at ordet "landsforrædder" jævnligt anvendes i den offentlige debat, og at det var udtryk for en værdidom, når Pia Kjærsgaard brugte ordet.

### Niels-Erik Hansen mod Pia Kjærsgaard
Frifundet blev Pia Kjærsgaard også i sag fra Retten i Lyngby i 2012, hvor direktør Niels-Erik Hansen fra Dokumentations- og Rådgivningscenter om Racisme havde sagsøgt hende med et krav om 25.000 kroner i godtgørelse. Sagen handlede om en udtalelse fra Pia Kjærsgaard om, at Niels-Erik Hansen havde ignoreret angreb på jøder i Danmark.

## Hædersbevisninger
Kjærsgaard har modtaget Kosan Prisen af direktør Knud Tholstrup, Kosan A/S, blevet kåret som Årets Politiker af Landsforeningen for Erhvervsinteresser, tildelt »Det gyldne Posthorn« af Dansk Postordreforening samt tildelt hædersmedaljen Friend of Overseas Chinese Association.